# Hohenbergia correia-arauji
Hohenbergia correia-arauji är en gräsväxtart som beskrevs av Edmundo Pereira och Moutinho. Hohenbergia correia-arauji ingår i släktet Hohenbergia och familjen Bromeliaceae. Inga underarter finns listade i Catalogue of Life.